# أعمال شغب شمال شرق دلهي
بدأت سلسلة من أعمال الشغب والحوادث العنيفة في شمال شرق دلهي في 24 فبراير 2020، والتي قتل فيها 27 شخصًا  وأصيب حوالي 189 شخصًا بجروح. كانت الاحتجاجات مستمرة ضد قضايا تعديل قانون المواطنة، والسجل الوطني للمواطنين (NRC) والسجل الوطني للسكان (NPR) حينما تعرض زعيم حزب بهاراتيا جاناتا والمشرع السابق كابيل ميشرا للهجوم من قِبل مؤيدي تعديل القانون، وذلك أثناء قيادته لاحتجاجٍ ضد إغلاق الطرق ومحطات المترو، إلا أن خطابه كان تحريضيا، بعد ذلك وقعت اشتباكات متعددة في اليوم التالي في شمال شرق دلهي مما أسفر عن مقتل أفراد من الشرطة والمدنيين.

## الخلفية
بدأت الاحتجاجات في جميع أنحاء الهند في ديسمبر 2019 استجابةً لإقرار تعديل قانون المواطنة (CAA) من قِبل مجلسي البرلمان. أثار المتظاهرون احتجاجًا ليس فقط ضد تعديل قانون المواطنة، ولكن أيضًا ضد السجل الوطني للمواطنين (NRC) والسجل الوطني للسكان (NPR). في ليلة 22-23 فبراير عام 2020، بدأ حوالي 500-1000 من النساء المتظاهرون اعتصاما احتجاجيًا على امتداد الطريق بين سيلامبور وجعفر آباد، في شمال شرق الهند. منع المحتجون الدخول والخروج إلى محطة مترو سيلامبور. وأعلن للمتظاهرون أن الاعتصام تضامنا مع بهارات بانده التي دعا إليها جيش بهيم والذي من المقرر أن يبدأ في 23 فبراير. تم نشر رجال شرطة وشبه عسكريين في الموقع.

## التحريض
في 23 فبراير 2020، تحدث كابيل ميشرا، وهو زعيم محلي لحزب بهاراتيا جاناتا وعضو سابق في الجمعية التشريعية، علنًا في مظاهرة ضد المتظاهرين المناهضين لتعديل قانون المواطنة، بحضور Ved Prakash Surya، وهو ضابط ذو رتبة عالية في الشرطة في منطقة شمال شرق دلهي. حاول ميشرا تخويف وتحفيز الشرطة لإزالة اعتصام المتظاهرين من مناطق جعفرآباد وتشاند باغ في غضون ثلاثة أيام، وذلك بالتهديد بالقيام بذلك بيده و«عدم البقاء سلميًا» في حالة فشل الشرطة. بعد تلك المسيرة، نشر ميشرا فيديو على تويتر يظهر فيه تهديده للشرطة. في غضون ساعات قليلة، بدأت المواجهات العنيفة التي اندلعت بين مؤيدي كابيل ميشرا والمتظاهرين ضد تعديل قانون المواطنة.
واتهم أقارب الأشخاص الذين ماتوا في أعمال العنف ميشرا بالتحريض على الاشتباكات وطالبوا باعتقاله الفوري وتوقيع عقوبة صارمة ضده. حيث قال والد الضحية راهول سولانكي أن كابيل ميشرا بدأ النيران وعاد إلى منزله، بينما يُقتَل أطفالنا. وأضاف أن الناس سوف يستمرون في فقدان أطفالهم حتى يتم إلقاء القبض على ميشرا وتوقيفه.
وقال غوتام جامبير، نائب رئيس حزب بهاراتيا جاناتا في شرق دلهي، «خطاب كابيل ميشرا غير مقبول» وطلب اتخاذ إجراءات صارمة ضد الأشخاص المسؤولين عن العنف بغض النظر عن الحزب الذي ينتمون إليه.
تم رفع ثلاث شكاوى (إثنين للشرطة بشأن تقرير وواحدة إلى المحكمة العليا في الهند) ضد كابيل ميشرا بتهمة التحريض على العنف. رفعت شركة أعظم آدمي كوربوريشن ريشما نديم الشكوى الأولى، أما الثانية فرفعها حسيب الحسن. ذكرت الشكاوى أن ميشرا قد أدلى بتصريحات تحريضية علانية، وحرض الناس وتسبب في العنف. لم تتخذ الشرطة أي إجراء ضد ميشرا حتى 25 فبراير.
في 25 فبراير 2020، كتب ميشرا في سلسلة من التغريدات أنه لم يكن خائفًا من «حملة الكراهية الضخمة» ضده بسبب «حديثه عن الحقيقة» ودعمه لتعديل قانون المواطنة. كان قد قام بنشر تغريدة وبها فيديو وكتب «جعفرآباد قد أُخليت، لن يكون هناك شاهين باغ أخرى» في نفس اليوم. في اليوم التالي، استهدف منتقديه بتغريدة أن أولئك الذين لا يعتبرون «برهان واني» و«أفضل جورو» إرهابيين يطالبون باعتقاله.

### جلسة المحكمة العليا
قدم «تشاندراشيخار آزاد رافان» قائد «جيش بهيم»، و«وجاهات حبيب الله» كبير مفوضي الإعلام السابق، والناشط الاجتماعي «سيد بهادور عباس نقفي»، طلبًا في المحكمة العليا للحصول على توجيه إلى الشرطة لتقديم تقارير حول حالات العنف التي وقعت منذ ليلة 23 فبراير. كما اتهم الطلب ميشرا «بالتحريض على أعمال الشغب وتنظيمها». وتم تقديم التماس من خلال المحامي محمود براشا، في تدخل في مسألة تتعلق بإزالة المتظاهرين بالقوة من الطريق العام في شاهين باغ، ومن المقرر أن يتم الاستماع إليه في 26 فبراير.
في 26 فبراير، أثناء نظرها في القضية، انتقدت المحكمة العليا شرطة دلهي لعدم قيامها بما يكفي لوقف الخطاب التحريضي والعنف. وأضافت المحكمة أنه كان من الممكن منع العنف لو اتخذت الشرطة الإجراء اللازم ضد الأشخاص الذين حرضوا على العنف.

## الترتيب الزمني للأحداث

### 24 فبراير
في 24 فبراير 2020، وقعت مصادمات عنيفة في جعفرآباد وماجبور قُتل فيها راتان لال وهو قائد في الشرطة، وأحد المحتجين. أفيد في البداية أن «لال» توفي متأثراً بجراحه التي أصيب بها بسبب إحدى الحجارة التي أُلقيت عليه في غوكولبوري، لكن وفقًا لتقرير تشريح الجثة، أصيب لال بجروح بسبب رصاصة قاتلة. اشتبك المتظاهرون المؤيدون لتعديل قانون المواطنة مع المحتجين المناهضين لذلك القانون وجرى تراشق بالحجارة من كلا الجانبين. خلال أعمال العنف، تم تخريب العديد من المنازل والمركبات والمتاجر. واستخدم أفراد الشرطة الغاز المسيل للدموع والعصي ضد المتظاهرين في منطقة تشاند باغ للسيطرة على الاشتباكات. في وقت لاحق، أُفيد أن أربعة متظاهرين لقوا حتفهم أيضا خلال أعمال العنف.
ووردت أنباء عن وقوع أعمال عنف في مناطق سيلامبور وجعفرآباد وماوجبور وكاردامبوري وباباربور وغوكولبوري وشيفبوري. تم فرض حظر على التجمع في جميع المناطق المتضررة ولكن لا يزال يوجد مثيري الشغب.
ذكرت خدمة إطفاء دلهي أنها تلقت 45 مكالمة من مناطق في شمال شرق دلهي وأصيب ثلاثة من رجال الإطفاء في 24 فبراير. وتعرضت سيارة إطفاء لهجوم بالحجارة، بينما تم إحراق سيارة إطفاء أخرى من قبل مثيري الشغب.

#### رد الحكومة

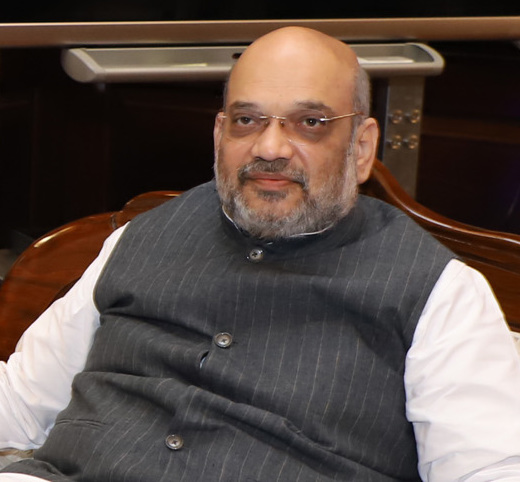
يخضع القانون والنظام، بما في ذلك الشرطة والنظام العام في دلهي، لوزير داخلية الاتحاد، أميت شاه

ذكرت وزارة الشؤون الداخلية أن العنف بدا مدبرًا بسبب زيارة الرئيس الأمريكي دونالد ترامب للهند. ورفضت الوزارة أيضًا استخدام الجيش للسيطرة على أعمال الشغب، وذكرت أن عدد القوات المركزية ورجال الشرطة على الأرض لم يكن عددًا كافيًا. تم نشر أكثر من 6000 من أفراد الشرطة والقوات شبه العسكرية في المنطقة.

### 25 فبراير

#### اجتماع وزارة الداخلية
في الصباح، ترأس رئيس وزراء دلهي آرفيند كيجريوال اجتماعًا عاجلاً لجميع أعضاء البرلمان من الأحزاب من المناطق التي ضربها العنف وكبار المسؤولين. أثار العديد من الأعضاء مخاوف بشأن عدم نشر عدد كاف من رجال الشرطة. وأثار كيجريوال المخاوف في الاجتماع التالي الذي ترأسه وزير الداخلية أميت شاه وحضره حاكم دلهي أنيل بايجال وكبار مسؤولي الشرطة. اختتم الاجتماع بقرار اتخاذ جميع الخطوات الممكنة لاحتواء العنف. وصرح كيجريوال أن أميت شاه قد أكد توافر عدد كافٍ من رجال الشرطة.

#### مزيد من العنف
في 25 فبراير، تم الإبلاغ عن رشق الحجارة في Maujpur وBrahampuri وغيرها من المناطق المجاورة. تم نشر قوة التدخل السريع في المناطق الأكثر تضرراً.
تعرض مسجد في Ashok Nagar للتخريب ووضع علم هانومان على أحد مآذن المسجد. وذُكِر أيضا أن حصير الصلاة في المسجد قد احترق وتناثرت صفحات من القرآن خارج المسجد. وكان هناك مسيرة حول المسجد تحمل شعار «جاي شري رام» و«هندو كا هندوستان» (الهند للهندوس). تم نهب المتاجر القريبة من المسجد. طبقًا للسكان المحليين، فإن المهاجمين لم يكونوا من سكان المنطقة وإنما جاءوا إلى المنطقة من الخارج. تم تخريب مسجد آخر في جوكولبوري.
في الساعة الثالثة بعد الظهر في دورجابوري، اشتبك كل من الغوغاء الهندوس والمسلمين برشق الحجارة وإطلاق النار. لم تكن الشرطة موجودة في المنطقة ووصلت بعد ساعة. كان الناس في الغوغاء يجلسون أمامهم، وهتفوا «جاي سري رام» و«هار هار ماهاديف». تم إحراق المتاجر والمركبات التابعة للمسلمين.
من بين المصابين، أصيب أكثر من 70 شخصًا بطلقات نارية. ذُكر أن أشخاصًا يحملون العصي وقضبان حديدية يتجولون في الشوارع في مناطق بهاجانبورا وتشاند باغ وكاروال ناجار في شمال شرق دلهي. في الساعة 10 مساءً، تم إطلاق النار على رجال الشرطة في منطقة شمال شرق دلهي.

### 26 فبراير
ارتفع عدد الوفيات إلى 23 شخصًا. وصرح رئيس وزراء دلهي آرفيند كيجريوال أن الشرطة لم تتمكن من السيطرة على العنف وطلبت جلب الجيش لوقف العنف.
عرض سانجاي سينغ زعيم AAP، شريط فيديو يظهر فيه «أبهاي فيرما» عضو حزب بهاراتيا جاناتا من "Laxmi Nagar" حيث كان يقود الحشود التي رفعت شعارات «اطلاق النار على الناس، الذين قتلوا الشرطي»، و«الأشخاص الذين يتحدثون عن رفاهية الهندوس، فقط سيحكمون في البلد» و«جاي شري رام». واتهم سينغ وزير الداخلية أميت شاه بعقد «اجتماع لجميع الأحزاب، متظاهرًا باستعادة الأمن وبينما يشارك أعضاء حزبه في أعمال الشغب». وفي الوقت نفسه دافع فيرما عن نفسه مدعيا أن تلك الشعارات التحريضية رفعها عامة الناس.
عقدت رئيسة المؤتمر الوطني الهندي سونيا غاندي مؤتمرا صحفيا طالبت فيه باستقالة وزير الداخلية أميت شاه لفشله في وقف العنف. وطلبت نشر عدد كاف من قوات الأمن. وتم منح مستشار الأمن القومي أجيت دوفال مسؤولية استعادة الأمن في المنطقة. في 26 فبراير، سافر دوفال إلى المناطق المنكوبة بالعنف وتحدث إلى السكان المحليين، مؤكداً لهم العمل على عودة الحياة الطبيعية.
نشر رئيس الوزراء الهندي ناريندرا مودي رسالة على تويتر يطلب فيها من الناس الحفاظ على السلام.

#### جلسة المحكمة العليا
طلبت محكمة دلهي العليا من الشرطة اتخاذ قرار بشأن رفع دعاوى تتعلق بخطاب الكراهية الذي أدلى به زعماء حزب بهاراتيا جاناتا الثلاثة كابيل ميشرا، وأنوراج ثاكور، وبارفيش فيرما.

## الهجمات على الصحفيين
تم الإبلاغ عن العديد من حوادث الغوغاء الذين هاجموا الصحفيين خلال أعمال الشغب. تم إطلاق النار على صحفي من JK 24x7 News في 25 فبراير أثناء قيامه بتقرير في منطقة Maujpur. بينما سحق الغوغاء صحفيين اثنين من تلفزيون NDTV مع أحد المصورين، أثناء تسجيلهما لإحراق مسجد في المنطقة. وأصيب أحد الصحفيين بجروح خطيرة. قامت صحفية في الفريق الإعلامي بالتدخل وإقناع الغوغاء بأن هؤلاء الصحفيين «هندوسيون» لإنقاذهم من المزيد من الاعتداء.
في 25 فبراير، قام أعضاء هندوسي سينا بمراقبة مصور صحافي من تايمز أوف إينديا أثناء التقاط صور لمبنى تم إحراقه. حاولت المجموعة رسم «رموز هندوسية على جبهته» بزعم أن ذلك «سيجعل مهمته أسهل» حتى يمكن أن يعرّفه مثيري الشغب على أنه هندوسي. لكنهم شككوا في نواياه بالتقاط صور للمبنى المحترق وهددوه بإزالة سراويله لإظهار أنه غير مختون كدليل على أنه هندوسي. اقترب المراسل لاحقا من قبل مثيري شغب آخرين طالبوه بتوضيح دينه.
شارك العديد من الصحفيين تجربتهم مع مثيري الشغب على تويتر. حيث غردت صحفية في التايمز الآن بأنها تعرضت للهجوم من قبل المتظاهرين المؤيدين لقانون المواطنة واليمينيين. قالت إنه كان عليها أن تتوسل للغوغاء الذين كانوا يحملون الحجارة والعصي، للهروب من الموقع. كذلك عبَّرصحفيو رويترز،  والهند اليوم،  وسي إن إن- نيوز 18  عن تجاربهم وذكروا أنهم تعرضوا للاعتداء.
ذكرت صحيفة هندوستان تايمز أن دراجة نارية كانت مملوكة لأحد مصوريها الذين كانوا يوثقون أعمال العنف في كروال ناجار، قد أُشعلت فيها النيران على أيدي غوغاء ملثمين. وبعد إحراق الدراجة النارية، هدده الغوغاء وأساءوا معاملته واستولوا على بطاقة الذاكرة في كاميرته. وطلبوا بطاقة هويته الرسمية والتقطوا صورة لها قبل السماح له بمغادرة الموقع.
أصدرت نقابة الصحفيين في الهند بيانًا في 25 فبراير أعربت فيه عن قلقها إزاء الاعتداءات على الصحفيين والاعتداء على حرية الصحافة. وحثوا وزارة الداخلية وشرطة دلهي على التحقيق في حوادث الاعتداء على الصحفيين وتقديم الجناة إلى العدالة.

## الضحايا
- راتان لال،  قائد شرطة دلهي [51]
- عنكيت شارما،  مكتب المخابرات [52]
- راهول سولانكي، مهندس مدني [53]
- فينود كومار
- ديباك [54]
- محمد فرقان
- شهيد خان، سائق سيارة
- مبارك حسين، عامل
- نظيم خان
- مدثر خان، سائق سيارة

## دعاوى في المحكمة العليا
تم تقديم التماس في محكمة دلهي العليا، للحصول على تقارير الشرطة واعتقال الأشخاص المتورطين في أعمال العنف. كان من المقرر أن يتم عقد جلسة عاجلة في 25 فبراير ولكن ذكرت المحكمة أنه سيتم الاستماع إلى الدعوى في 26 فبراير. كما طلبت الدعوى المقدمة من الناشطين هارش ماندر وفرح نقفي بإنشاء فريق تحقيق خاص للتحقيق في الحادث، بالإضافة إلى تعويض أُسر القتلى والجرحى. كما طلب نشر الجيش الهندي للحفاظ على القانون والنظام في المناطق المتضررة من دلهي.

### ممر آمن للضحايا
في منتصف الليل في حوالي الساعة الواحدة في 26 فبراير، بدأت محكمة دلهي العليا الاستماع إلى نداء لتوفير ممر آمن لضحايا الشغب للوصول إلى أقرب المستشفيات الحكومية. أفادت التقارير في وقت سابق من اليوم أن «مستشفى الهند» الواقع في مدينة مصطفى آباد قد تم حظره بالكامل من قبل مثيري الشغب، وبالتالي لم يتمكن أي من المصابين من الذهاب إليه أو الذهاب إلى مستشفيات أخرى. في جلسة منتصف الليل، أمرت المحكمة شرطة دلهي بحماية ومساعدة جميع الضحايا للوصول إلى أقرب مستشفى لهم. كما أصدر المجلس تعليماته إلى شرطة دلهي لتقديم تقرير بالامتثال، بما في ذلك معلومات حول الضحايا المصابين والعلاج المقدم لهم. كان من المقرر تقديم الطلب نفسه إلى المحكمة في وقت لاحق عندما تمت مناقشة الأمر مرة أخرى في الساعة 2:15  من مساء اليوم التالي.